# Lista de prefeitos e intendentes de Bauru
Esta é a lista de prefeitos e vice-prefeitos do município de Bauru, estado brasileiro de São Paulo.
Até 1907 os intendentes municipais eram designados pelo Governador do Estado ou pela Câmara Municipal, e a partir desta data passaram a ser designados prefeitos. Com a Revolução de 1930 os prefeitos passaram a ser nomeados exclusivamente pelos governadores do estado, situação que mudou em 1936 quando as nomeações voltaram a ser feitas pela Câmara Municipal. Com a implantação do Estado Novo em 1937, os prefeitos passaram a ser designados pelo interventor federal. Em 1945 com a redemocratização do país, os prefeitos passaram a ser eleitos por voto popular, livre, direto e secreto.
Inicialmente os intendentes e prefeitos ocupavam a primeira sede do Paço Municipal, construída em frente a Praça Rui Barbosa em 1908. Com o crescimento da cidade, um novo paço foi construído entre as décadas de 1950 e 1960, sendo batizado de Palácio das Cerejeiras. A antiga sede foi demolida em 1955 e hoje é ocupada por uma agência da Caixa Econômica Federal.

## Intendentes e Prefeitos
| Nº | Nome                                  | Partido  | Vice-prefeito                                 | Início do mandato       | Fim do mandato          | Observações                                                                                                   |
| 1  | José Alves de Lima                    | PRP      | —                                             | 7 de janeiro de 1896    | 1º de maio de 1896      | Na época, Bauru era distrito de Espírito Santo da Fortaleza                                                   |
| 2  | Domiciano Silva                       | PRP      | —                                             | 1º de maio de 1896      | 7 de março de 1897      | Intendente nomeado                                                                                            |
| —  | Domiciano Silva                       | PRP      | —                                             | 7 de março de 1897      | 2 de janeiro de 1898    | Intendente eleito                                                                                             |
| 3  | Carlos Marques da Silva               | PRP      | —                                             | 2 de janeiro de 1898    | 30 de novembro de 1900  | Intendente eleito                                                                                             |
| 4  | Francisco Pereira Costa Ribeiro       | PRP      | —                                             | 30 de novembro de 1900  | 8 de janeiro de 1902    | Intendente eleito                                                                                             |
| 5  | João Antônio Gonçalves                | PRP      | —                                             | 6 de abril de 1902      | 25 de julho de 1902     | Intendente eleito                                                                                             |
| 6  | Carlos Marques da Silva               | PRP      | —                                             | 25 de julho de 1902     | 7 de janeiro de 1903    | Intendente eleito                                                                                             |
| 7  | Francisco Gomes dos Santos            | PRP      | —                                             | 7 de janeiro de 1903    | 2 de janeiro de 1905    | Intendente eleito                                                                                             |
| 8  | Gerson França                         | PRP      | —                                             | 2 de janeiro de 1905    | 15 de janeiro de 1909   | Intendente eleito                                                                                             |
| 9  | Álvaro de Sá                          | PRP      | —                                             | 15 de janeiro de 1909   | 15 de agosto de 1910    | Intendente eleito                                                                                             |
| 10 | Francisco Gomes dos Santos            | PRP      | —                                             | 15 de agosto de 1910    | 15 de janeiro de 1911   | Intendente nomeado                                                                                            |
| 11 | José Carlos Freire Figueiredo         | PRP      | —                                             | 15 de janeiro de 1911   | 15 de janeiro de 1913   | Intendente eleito                                                                                             |
| 12 | Manoel Bento da Cruz                  | PRP      | —                                             | 15 de janeiro de 1913   | 20 de maio de 1913      | Intendente eleito                                                                                             |
| 13 | Américo Blois                         | PRP      | —                                             | 20 de maio de 1913      | 12 de janeiro de 1914   | Intendente nomeado                                                                                            |
| 14 | João Augusto Pereira                  | PRP      | —                                             | 12 de janeiro de 1914   | 12 de março de 1915     | Intendente eleito                                                                                             |
| 15 | Luiz Vicente Figueira de Melo         | PRP      | —                                             | 12 de março de 1915     | 16 de janeiro de 1918   | Intendente eleito                                                                                             |
| 16 | Octávio Pinheiro Brizola              | PRP      | —                                             | 16 de janeiro de 1918   | 30 de outubro de 1921   | Intendente eleito                                                                                             |
| 17 | Heitor Ferreira Maia                  | PRP      | —                                             | 30 de outubro de 1921   | 30 de outubro de 1922   | Intendente eleito                                                                                             |
| 18 | Joaquim Wenceslau de Souza            | PRP      | —                                             | 30 de outubro de 1922   | 15 de janeiro de 1923   | Intendente nomeado                                                                                            |
| 19 | Virgílio de Toledo Malta              | PRP      | —                                             | 15 de janeiro de 1923   | 15 de janeiro de 1924   | Intendente eleito                                                                                             |
| 20 | Eduardo Vergueiro de Lorena           | PRP      | —                                             | 15 de janeiro de 1924   | 12 de outubro de 1924   | Intendente nomeado                                                                                            |
| 21 | José Gomes Duarte                     | PRP      | —                                             | 12 de outubro de 1924   | 15 de janeiro de 1925   | Intendente nomeado                                                                                            |
| 22 | Eduardo Vergueiro de Lorena           | PRP      | —                                             | 15 de janeiro de 1925   | 22 de janeiro de 1926   | Intendente eleito                                                                                             |
| 23 | José Gomes Duarte                     | PRP      | —                                             | 22 de janeiro de 1926   | 6 de julho de 1929      | Intendente eleito                                                                                             |
| 24 | Ernesto Monte                         | PRP      | —                                             | 6 de julho de 1929      | 19 de julho de 1929     | Intendente nomeado                                                                                            |
| 25 | Eduardo Vergueiro de Lorena           | PRP      | —                                             | 19 de julho de 1929     | 4 de abril de 1930      | Intendente eleito                                                                                             |
| 26 | Ernesto Monte                         | PRP      | —                                             | 4 de abril de 1930      | 27 de outubro de 1930   | Intendente nomeado                                                                                            |
| 27 | Antônio Gonçalves Fraga               | AL       | —                                             | 27 de outubro de 1930   | 22 de outubro de 1932   | Prefeito nomeado                                                                                              |
| 28 | Sebastião Lins                        | AL       | —                                             | 22 de outubro de 1932   | 27 de março de 1933     | Prefeito nomeado                                                                                              |
| 29 | Arthur Morais Goiano                  | PP       | —                                             | 27 de março de 1933     | 30 de agosto de 1933    | Prefeito nomeado                                                                                              |
| 30 | José Guedes de Azevedo                | PLP      | —                                             | 30 de agosto de 1933    | 29 de agosto de 1934    | Prefeito nomeado                                                                                              |
| 31 | Waldemar Guimarães Ferreira           | PLP      | —                                             | 29 de agosto de 1934    | 6 de abril de 1935      | Prefeito nomeado                                                                                              |
| 32 | João Silvério Prado                   | PLP      | —                                             | 6 de abril de 1935      | 23 de maio de 1936      | Prefeito nomeado                                                                                              |
| 33 | João Bráulio Ferraz                   | PP       | —                                             | 23 de maio de 1936      | 7 de junho de 1938      | Prefeito eleito                                                                                               |
| 34 | Ernesto Monte                         | PSP      | —                                             | 7 de junho de 1938      | 24 de março de 1947     | Prefeito nomeado                                                                                              |
| 35 | Rafael Oberdan de Nicola              | PSP      | —                                             | 24 de março de 1947     | 1º de janeiro de 1948   | Prefeito nomeado                                                                                              |
| 36 | Octávio Pinheiro Brizola              | PSP      |                                               | 1º de janeiro de 1948   | 1º de janeiro de 1952   | Prefeito eleito                                                                                               |
| 37 | Nuno de Assis                         | PSP      | José Ranieri (PTB)                            | 1º de janeiro de 1952   | 1º de janeiro de 1956   | Prefeito e vice eleitos em sufrágio universal                                                                 |
| 38 | Nicola Avallone Junior                | PTB      | Luiz Zuiani                                   | 1º de janeiro de 1956   | 10 de março de 1959     | Prefeito e vice eleitos em sufrágio universal cujo titular renunciou ao mandato para se candidatar a deputado |
| 39 | Luiz Zuiani                           | PSD      | —                                             | 10 de março de 1959     | 1º de janeiro de 1960   | Vice-prefeito eleito assumiu com a renúncia do titular                                                        |
| 40 | Irineu Bastos                         | PTN      |                                               | 1º de janeiro de 1960   | 1º de janeiro de 1964   | Prefeito eleito                                                                                               |
| 41 | Nuno de Assis                         | PSP      |                                               | 1º de janeiro de 1964   | 1º de fevereiro de 1969 | Prefeito eleito                                                                                               |
| 42 | Alcides Franciscato                   | ARENA    |                                               | 1º de fevereiro de 1969 | 31 de janeiro de 1973   | Prefeito eleito                                                                                               |
| 43 | Luiz Edmundo Carrijo Coube            | ARENA    |                                               | 31 de janeiro de 1973   | 31 de janeiro de 1977   | Prefeito eleito                                                                                               |
| 44 | Osvaldo Sbeghen                       | ARENA    |                                               | 31 de janeiro de 1977   | 31 de janeiro de 1983   | Prefeito eleito                                                                                               |
| 45 | Edison Bastos Gasparini               | PMDB     | José Gualberto Tuga Martins Angerami (PMDB)   | 31 de janeiro de 1983   | 1º de novembro de 1983  | Prefeito e vice eleitos em sufrágio universal cujo titular faleceu durante o mandato                          |
| 46 | José Gualberto Tuga Martins Angerami  | PMDB     | —                                             | 1º de novembro de 1983  | 31 de dezembro de 1988  | Vice-prefeito eleito assumiu com a morte do titular                                                           |
| 47 | Antônio Izzo Filho                    | PSDB     |                                               | 1º de janeiro de 1989   | 31 de dezembro de 1992  | Prefeito eleito                                                                                               |
| 48 | Antônio Tidei de Lima                 | PMDB     |                                               | 1º de janeiro de 1993   | 31 de dezembro de 1996  | Prefeito eleito                                                                                               |
| 49 | Antônio Izzo Filho                    | PPB      | Nilson Ferreira Costa (PL)                    | 1º de janeiro de 1997   | 27 de agosto de 1998    | Prefeito e vice eleitos em sufrágio universal cujo titular fora cassado por decisão judicial                  |
| —  | Nilson Ferreira Costa                 | PL       | —                                             | 27 de agosto de 1998    | 2 de dezembro de 1998   | Vice-prefeito eleito assumiu com a cassação do titular                                                        |
| —  | Antônio Izzo Filho                    | PPB      | Nilson Ferreira Costa (PL)                    | 2 de dezembro de 1998   | 3 de fevereiro de 1999  | Prefeito eleito reassumindo o cargo mediante liminar                                                          |
| 50 | Nilson Ferreira Costa                 | PPS      | —                                             | 3 de fevereiro de 1999  | 31 de dezembro de 2000  | Reassumiu mediante liminar.                                                                                   |
| 50 | Nilson Ferreira Costa                 | PPS      | José Augusto Vieira Dudu Ranieri (PFL)        | 1º de janeiro de 2001   | 20 de setembro de 2003  | Prefeito eleito cassado por decisão judicial                                                                  |
| —  | José Augusto Vieira Dudu Ranieri      | PFL      | —                                             | 20 de setembro de 2003  | 13 de outubro de 2003   | Vice-prefeito eleito assumiu com a cassação do titular                                                        |
| —  | Nilson Ferreira Costa                 | PTB      | José Augusto Vieira Dudu Ranieri (PFL)        | 13 de outubro de 2003   | 31 de dezembro de 2004  | Prefeito eleito reassumindo o cargo mediante liminar                                                          |
| 51 | José Gualberto Tuga Martins Angerami  | PDT      | Renato Celso Bonomo Purini (PMDB)             | 1º de janeiro de 2005   | 31 de dezembro de 2008  | Prefeito e vice eleitos em sufrágio universal                                                                 |
| 52 | Rodrigo Antônio de Agostinho Mendonça | PMDB     | Estela Alexandre Almagro (PT)                 | 1º de janeiro de 2009   | 31 de dezembro de 2012  | Prefeito e vice eleitos em sufrágio universal                                                                 |
| 52 | Rodrigo Antônio de Agostinho Mendonça | PMDB     | Estela Alexandre Almagro (PT)                 | 1º de janeiro de 2013   | 31 de dezembro de 2016  | Prefeito e vice reeleitos em sufrágio universal                                                               |
| 52 | Clodoaldo Armando Gazzetta            | PSD/PSDB | Antonio Carlos Gimenez, Toninho Gimenes (PTB) | 1º de janeiro de 2017   | 31 de dezembro de 2020  | Prefeito e vice eleitos em sufrágio universal                                                                 |
| 53 | Suéllen Rosim                         | PATRI    | Orlando Costa Dias (Patriota)                 | 1° de janeiro de 2021   | 31 de dezembro de 2024  | Prefeita e vice eleitos em sufrágio universal                                                                 |
| 53 | Suéllen Rosim                         | PSD      | Orlando Costa Dias (PP)                       | 1º de janeiro de 2025   | em exercício            | Prefeita e vice reeleitos em sufrágio universal                                                               |

Legenda
| cor        | significado                                                 |
| verde      | mandatários eleitos por votação direta ou indireta          |
| bege       | mandatários nomeados em épocas de convulsão político-social |
| Azul claro | Vice-prefeitos que assumiram o cargo de prefeito.           |